# Clifton Springs
Clifton Springs – wieś w Stanach Zjednoczonych, w stanie Nowy Jork, w hrabstwie Ontario.